# Bruzdniczek malutki

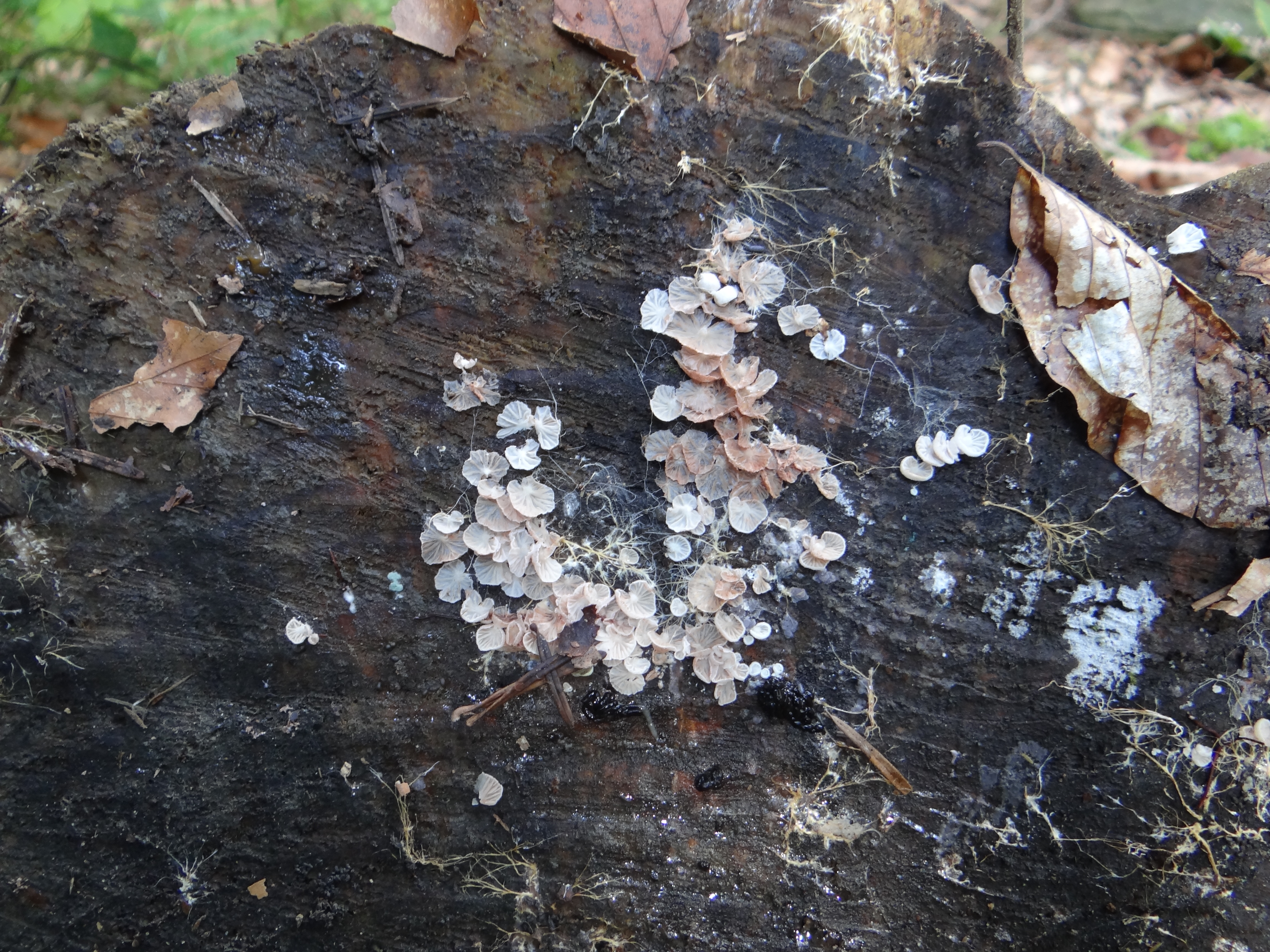
Owocniki na pniu drzewa

Bruzdniczek malutki (Clitopilus hobsonii (Berk.) P.D. Orton) – gatunek grzybów należący do rodziny dzwonkówkowatych (Entolomataceae).

## Systematyka i nazewnictwo
Pozycja w klasyfikacji według Index Fungorum: Clitopilus, Entolomataceae, Agaricales, Agaricomycetidae, Agaricomycetes, Agaricomycotina, Basidiomycota, Fungi.
Po raz pierwszy opisał go w 1860 r. Miles Joseph Berkeley, nadając mu nazwę Agaricus hobsonii. Obecną, uznaną przez Index Fungorum nazwę, nadał mu w 1960 r. Peter Darbishire Orton, przenosząc go do rodzaju Clitopilus.
Synonimy naukowe:

- Agaricus hobsonii Berk. 1860
- Clitopilus hobsonii var. chilensis Singer 1969
- Clitopilus hobsonii var. cystidiosusT.J. Baroni 2000
- Clitopilus hobsonii (Berk.) P.D. Orton 1960 var. hobsonii
- Clitopilus pleurotelloides (Kühner) Joss. 1941
- Dendrosarcus hobsonii (Berk.) Kuntze 1898
- Hohenbuehelia hobsonii (Berk.) Z.S. Bi 1987
- Octojuga fayodii Konrad & Maubl. 1934
- Octojuga pleurotelloides Kühner 1926
- Octojuga pleurotelloides Kühner & Vandendr. 1937
- Pleurotus hobsonii (Berk.) Sacc. 1887
- Pleurotus pleurotelloides (Kühner) Trotter 1972

Nazwę polską zaproponował Władysław Wojewoda w 2003 r.

## Morfologia
Kapelusz
Bardzo cienki, o średnicy 2–15 mm i kształcie początkowo mniej więcej okrągłym, później nerkowatym lub fasolowatym i klapowanym. Jest spłaszczony, nieco wypukły i bardzo drobno owłosiony lub orzęsiony (widoczne to jest dopiero przez lupę). Powierzchnia gładka, biała.
Hymenofor
Blaszkowy. Blaszki w liczbie do 20, dość odległe, wąskie i przyrośnięte. Początkowo są białe, później różowawe.
Trzon
Zazwyczaj brak trzonu, jeśli występuje to jest bardzo krótki, silnie zredukowany, ekscentryczny lub boczny, o długości do 1,5 mm i grubości 0,2–0,5 mm, biały i oszroniony.
Kontekst
Bardzo cienki, biały, bez zapachu i bez smaku.
Cechy mikroskopowe
Zarodniki o rozmiarach (6,5–) 7,5–8,5 (–10,0) × 5,0–5,5 (–6,0) μm. Kształt elipsoidalny do podłużnego z 6–12 dość wyraźnymi żebrami na powierzchni. Podstawki 4-sterygmowe, o rozmiarach 16–24 × 5–8,5 μm. Strzępki w zewnętrznej warstwie kapelusza są cylindryczne, o grubości 2–4,5 μm. Pigmentu brak.
Gatunki podobne
Jest trudny do odróżnienia od Clitopilus daamsi. Ten jest jeszcze mniejszy (jego kapelusze mają średnicę 2–8 mm), natomiast ma wyraźnie większe zarodniki. W polskim piśmiennictwie naukowym Clitopilus daamsii nie był notowany, jego zdjęcia z terenów Polski przytaczają natomiast na internecie hobbyści.

## Występowanie i siedlisko
Opisano jego występowanie tylko w niektórych krajach Europy. W Polsce rozprzestrzenienie i częstość występowania nie są znane. W polskim piśmiennictwie naukowym podano 6 jego stanowisk w latach 1991–1997. Więcej i aktualnych stanowisk tego gatunku podają natomiast hobbyści na internetowej stronie Atlasu grzybów Polski.
Saprotrof. Siedlisko: lasy liściaste i mieszane, zarośla, nieużytki. Rozwija się na drewnie lub roślinach zielnych, także na żywych i martwych ziołach, trawach, turzycach. Owocniki pojawiają się pojedynczo, lub w małych grupach od maja do listopada.